# Красев
Красев (пол. Krasew) — село в Польщі, у гміні Борки Радинського повіту Люблінського воєводства.
Населення — 755 осіб (2011).

## Демографія
Демографічна структура станом на 31 березня 2011 року:
|          | Загалом | Допрацездатний вік | Працездатний вік | Постпрацездатний вік |
| -------- | ------- | ------------------ | ---------------- | -------------------- |
| Чоловіки | 379     | 85                 | 248              | 46                   |
| Жінки    | 376     | 85                 | 203              | 88                   |
| Разом    | 755     | 170                | 451              | 134                  |